# Marina Karpunina
Marina Giermanowna Karpunina (ros. Марина Германовна Карпунина; ur. 21 marca 1984 w Moskwie) – rosyjska koszykarka, występująca na pozycjach rzucającej lub niskiej skrzydłowej, reprezentantka kraju, multimedalistka międzynarodowych imprez koszykarskich, obecnie zawodniczka Spartaka Nogińsk.

## Osiągnięcia
Stan na 28 listopada 2022, na podstawie, o ile nie zaznaczono inaczej.

### Drużynowe
- Mistrzyni:
  - Euroligi (2007–2010)
  - EuroCup (2006)
  - Rosji (2007, 2008)
- Wicemistrzyni:
  - Euroligi (2011)
  - Rosji (2009–2013)
- Zdobywczyni Superpucharu Europy FIBA (2009, 2010)
- Finalistka Pucharu Rosji (2009, 2010, 2013)
- 3. miejsce w Pucharze Rosji (2007, 2008, 2011, 2012)

### Indywidualne
- Laureatka Rosyjskich Złotych Koszy w kategorii najlepsza młoda koszykarka (2004)

### Reprezentacja
Seniorska
- Mistrzyni Europy (2007)[5]
- Wicemistrzyni:
  - świata (2006)[6]
  - Europy (2005, 2009)[7][8]
- Brązowa medalistka olimpijska (2008)[9][10][11][12]
- Uczestniczka:
  - turnieju FIBA Diamond Ball (2008 – 5. miejsce)[13]
  - kwalifikacji do Eurobasketu (2015)

Młodzieżowe
- Mistrzyni Europy:
  - U–20 (2004)[14]
  - U–18 (2002)[15]
- Uczestniczka mistrzostw Europy U–16 (1999 – 4. miejsce)[16]